# Seconds Out
Seconds Out — второй концертный альбом британской прогрок-группы Genesis, выпущенный 21 октября 1977 года. Альбом двойной, то есть включает в себя два однотипных звуковых носителя (пластинки или компакт-диски). Он достиг 4-й позиции в британском хит-параде и продержался в чартах 17 недель. Музыкальный материал альбома был записан в Париже в 1976 и 1977 годах во время концертного тура Genesis в поддержку их ранее изданных альбомов A Trick of the Tail и Wind & Wuthering.

## Название альбома
Название альбома Seconds Out имеет несколько значений. Фраза «Seconds out!» (в переводе с англ. — «Секунданты – вон!») используется судьями на боксёрских (и борцовских) соревнованиях и означает буквально — «покиньте ринг, потому что начинается следующий раунд».
В документальном фильме «Genesis — A History Video» (1990) Тони Бэнкс сухо пошутил, что после того, как Стив Хэкетт объявил о своём уходе из группы: «…Мы просто вымиксовали его из остальной части альбома, вот и всё»:
«we just mixed him out of the rest of the album and that was it, really.»

## Список композиций
| №  | Название                       | Автор(ы)                                         | Длительность |
| -- | ------------------------------ | ------------------------------------------------ | ------------ |
| 1. | «Squonk»                       | Бэнкс, Резерфорд                                 | 6:39         |
| 2. | «The Carpet Crawlers»          | Бэнкс, Коллинз, Питер Гэбриел, Резерфорд, Хэкетт | 5:27         |
| 3. | «Robbery, Assault and Battery» | Бэнкс, Коллинз                                   | 6:02         |
| 4. | «Afterglow»                    | Бэнкс                                            | 4:29         |

| №  | Название                                 | Автор(ы)                                   | Длительность |
| -- | ---------------------------------------- | ------------------------------------------ | ------------ |
| 1. | «Firth of Fifth»                         | Бэнкс, Коллинз, Гэбриел, Резерфорд, Хэкетт | 8:56         |
| 2. | «I Know What I Like (In Your Wardrobe)?» | Бэнкс, Коллинз, Гэбриел, Резерфорд, Хэкетт | 8:45         |
| 3. | «The Lamb Lies Down On Broadway»         | Бэнкс, Коллинз, Гэбриел, Резерфорд, Хэкетт | 4:27         |
| 4. | «The Musical Box" (Closing Section)»     | Бэнкс, Коллинз, Гэбриел, Резерфорд, Хэкетт | 3:18         |

| №  | Название         | Автор(ы)                                   | Длительность |
| -- | ---------------- | ------------------------------------------ | ------------ |
| 1. | «Supper’s Ready» | Бэнкс, Коллинз, Гэбриел, Резерфорд, Хэкетт | 24:33        |

| №                   | Название                                                       | Автор(ы)                                   | Длительность |
| ------------------- | -------------------------------------------------------------- | ------------------------------------------ | ------------ |
| 1.                  | «The Cinema Show» (записана 23 июня 1976 в Pavillion de Paris) | Бэнкс, Коллинз, Гэбриел, Резерфорд, Хэкетт | 10:58        |
| 2.                  | «Dance on a Volcano»                                           | Бэнкс, Коллинз, Резерфорд, Хэкетт          | 4:24         |
| 3.                  | «Los Endos»                                                    | Бэнкс, Коллинз, Резерфорд, Хэкетт          | 7:14         |
| Общая длительность: | Общая длительность:                                            | Общая длительность:                        | 1:35:31      |

## Участники записи
- Фил Коллинз — вокал, ударные
- Тони Бэнкс — клавишные, меллотрон, бэк-вокал
- Майк Резерфорд — бас-гитара, гитара, бэк-вокал
- Стив Хэкетт — гитара
- Честер Томпсон[англ.] — ударные, перкуссия (кроме «The Cinema Show»)
- Билл Бруфорд — ударные, перкуссия («The Cinema Show»)

## Хит-парады
| Хит-парад      | Наивысшая позиция |
| -------------- | ----------------- |
| Великобритания | 4                 |
| Германия       | 17                |
| Нидерланды     | 19                |
| Новая Зеландия | 14                |
| США            | 47                |
| Швеция         | 26                |